# Egao
Singles de Aya Matsuura
Suna wo Kamu you ni... Namida
(2006) Kizuna
(2008)
Singles par GAM
Lu Lu Lu
(2007)
Egao (笑顔) est le 19e single en solo de Aya Matsuura, sorti le 29 août 2007 au Japon sous le label Zetima, dans le cadre du Hello! Project.

## Présentation
Le single atteint la 16e place du classement de l'Oricon. Il se vend à 9 397 exemplaires la première semaine, et reste classé pendant 5 semaines, pour un total de 13 286 exemplaires vendus. C'est alors son disque le moins vendu. Il sort également en format "Single V" (DVD). Aya Matsura n'avait pas sorti de single en solo depuis un an et demi et Suna wo Kamu you ni... Namida début 2006, mais a enregistré entre-temps quatre singles et un album dans le cadre de son duo avec Miki Fujimoto : GAM, actif de septembre 2006 à juin 2007. Son prochain single, Kizuna, sortira neuf mois plus tard.
La chanson-titre du single a été écrite et composée pour Matsura par la chanteuse et auteur-compositeur Yumi Tanimura ; elle a été utilisée comme thème musical pour l'émission télévisée NTV News 24. Elle figurera sur le quatrième album original de Matsura Double Rainbow qui sort un mois plus tard, ainsi que sur la compilation du Hello! Project Petit Best 8 qui sort en fin d'année. Yumi Tanimura reprendra peu après elle-même la chanson qui figurera dans son propre coffret "intégrale" Crystal Time qui sort également fin 2007, puis sur sa compilation Tanimura Best de fin 2009. La chanson en "face B", Anata ni Deaete, est une reprise d'un autre titre de Yumi Tanimura paru sur son propre album Attoteki ni Kata Omoi en 1995 puis sur sa compilation With III de fin 1998.

## Liste des titres
Toutes les chansons sont écrites et composées par Yumi Tanimura.
| 1. | Egao (笑顔)                               | Naoki Oka    | 5:47 |
| 2. | Anata ni Deaete (あなたに出逢えて)        | Keiichi Ueno | 3:28 |
| 3. | Egao (Instrumental) (笑顔 (Instrumental)) | Naoki Oka    | 5:45 |

| 1. | Egao (笑顔)                                 |  |
| 2. | Egao (Close-up Ver.) (笑顔 (Close-up Ver.)) |  |
| 3. | Making of (メイキング映像)                  |  |